# پروتئین گیرنده نور
پروتئین‌های گیرنده نور پروتئین‌های حساس به نور هستند که در سنجش و پاسخ به نور در جانداران مختلف نقش دارند. برخی از نمونه‌ها عبارتند از رودوپسین در سلول‌های گیرنده نور شبکیه مهره‌داران، فیتوکروم در گیاهان، و باکتریورودوپسین و باکتریوفیتوکروم در برخی باکتری‌ها. آنها واکنش‌های نوری متفاوتی مانند ادراک بصری، نورگرایی و فوتوتاکسی، و همچنین پاسخ‌ها به چرخه‌های نور تا تاریکی مانند چرخه شبانه‌روزی و دیگر دوره‌های نوری از جمله کنترل زمان گلدهی در گیاهان و فصل جفت‌گیری در جانوران را واسطه می‌کنند.

## ساختار
پروتئین‌های گیرنده نور معمولاً از یک پروتئین متصل به یک کروموفور غیر پروتئینی تشکیل شده‌اند (گاهی به عنوان رنگدانه نوری شناخته می‌شوند، حتی اگر رنگدانه نوری ممکن است به کل گیرنده نوری نیز اشاره داشته باشد). کروموفور از طریق ایزومریزاسیون یا کاهش نوری به نور واکنش نشان می‌دهد، بنابراین تغییری در پروتئین گیرنده آغاز می‌شود که سبب ایجاد یک آبشار انتقال سیگنال می‌شود. کروموفورهای موجود در گیرنده‌های نوری عبارتند از: رتینال (پروتئین‌های رتینیلیدین، به عنوان مثال رودوپسین در جانوران)، فلاوین (فلاووپروتئین‌ها، به عنوان مثال کریپتوکروم در گیاهان و جانوران) و بیلین (بیلی‌پروتئین‌ها، به عنوان مثال فیتوکروم در گیاهان). پروتئین گیاهی UVR8 در بین گیرنده‌های نوری استثنایی است زیرا حاوی هیچ کروموفور خارجی نیست. در عوض، UVR8 نور را از طریق باقی‌مانده‌های تریپتوفان در توالی کدکننده پروتئین خود جذب می‌کند.